# Halbinsel im Kleinen Brombachsee
Die Halbinsel im Kleinen Brombachsee ist ein Naturschutzgebiet am Kleinen Brombachsee im mittelfränkischen Landkreis Weißenburg-Gunzenhausen. Es liegt im Gebiet von Absberg und Pfofeld.

## Lage
Das Naturschutzgebiet Halbinsel im Kleinen Brombachsee liegt am Südufer des kleinen Brombachsees,  etwa 1,5 Kilometer südlich von Absberg und 2 Kilometer nordöstlich von Langlau entfernt.

## Beschreibung
Das Gebiet ist ein ausgewiesenes, 45 Hektar großes Naturschutzgebiet und trägt die Katasternummer NSG500.034.
Hier finden sich artenreiche magere Wiesen, die von unterschiedlichen Biotopen umgeben sind. Brachflächen wechseln sich mit blütenreichen Wiesen, Feucht- und Heideflächen ab. Dazwischen liegen Flachmoorfragmente und viele kleine Tümpel. Etwa 50 m der Halbinsel vorgelagert befindet sich eine 300 m² große felsige Insel.

## Flora und Fauna
Zahlreiche Gehölzarten, hauptsächlich diverse Weiden, stellenweise dichte Gebüsche und Schilfröhrichte bilden die Vegetation.
In einem Flachwassergürtel konnten sich Schwimmblatt- und Unterwasserpflanzen ansiedeln.
Neben seiner Funktion als bedeutendes Vogelhabitat für weit über 100 Arten stellt das Naturschutzgebiet einen wichtigen Rückzugs- und Lebensraum für Säugetiere sowie bedrohte Amphibienarten wie den Laubfrosch dar.

## Zugang
Der Brombachsee ist vollständig mit einem umlaufenden Rad- und Fußweg gut erschlossen. Dieser Weg führt auch direkt an der Südgrenze des Schutzgebiets entlang. Das Schutzgelände ist teilweise mit einem Drahtzaun und teilweise naturnah mit Hecken versperrt. Die Lebensräume sind vom Weg her gut einsehbar, aber ein Zutritt zu dem Schutzgebiet selbst ist nicht gestattet.
Im Frühjahr und Herbst ist ein Besuch zur Vogelbeobachtung und des Vogelzuges besonders lohnend.
Zum Teil kostenpflichtige Parkmöglichkeiten befinden sich am Sportboothafen in Langlau.
Mit dem  ÖPNV (VGN) ist die Anreise mit der Zuglinie Gunzenhausen-Pleinfeld bis zur Haltestelle Langlau täglich möglich. Von dort sind es dann 30 Minuten zu Fuß.

## Umgebung
Am Brombachsee befinden sich ebenfalls die Naturschutzgebiete Stauwurzel des Igelsbachsees, Grafenmühle, Brombachmoor und Sägmühle.
Der Brombachsee und seine Umgebung bieten zahlreiche Freizeitmöglichkeiten wie Segeln, Surfen, Baden, Radfahren und Wandern.